# Блок, Густав
Густав Блок (фр.  Gustave Bloch; 21 июля 1848, Фегерсайм, департамент Нижний Рейн — 3 декабря 1923, Буррон-Марлотт, департамент Сена и Марна) — французский историк еврейского происхождения, автор трудов по политической и социальной истории Древнего Рима, преподаватель. Отец французского историка, одного из основателей школы «Анналов» Марка Блока.

## Биография
Густав Блок родился 21 июля 1848 года в Фегерсайме в департаменте Нижний Рейн.
Учился в Высшей нормальной школе (1868—1872). С 1873 года преподавал риторику в Лицее Безансона. С 1876 года преподаватель, а после защиты в 1883 году докторской диссертации, профессор древней греческой и римской истории Университета Лиона. С 1888 года преподавал историю в Высшей нормальной школе. В 1904—1919 годах профессор Римской истории на филологическом факультете Сорбонны.
Густав Блок умер 3 декабря 1923 года в Буррон-Марлотте, департамент Сена и Марна.

## Книги
- Происхождение римского сената. 1883.
- Происхождение Галлии. В 2 тт. 1890. 455 с.
- Римская Республика. Политические и социальные конфликты. 1913.
- Римская империя. Развитие и упадок. 1922. 313 с.